# Pachnobia imandrensis
Pachnobia imandrensis là một loài bướm đêm trong họ Noctuidae.